# Larinia lineata
Larinia lineata är en spindelart som först beskrevs av Lucas 1846.  Larinia lineata ingår i släktet Larinia och familjen hjulspindlar. Inga underarter finns listade i Catalogue of Life.